# Гелеуцаш-Пиреу
Гелеуцаш-Пиреу (рум. Gălăuțaș-Pârău) — село у повіті Харгіта в Румунії. Входить до складу комуни Гелеуцаш.
Село розташоване на відстані 278 км на північ від Бухареста, 67 км на північний захід від М'єркуря-Чука, 135 км на схід від Клуж-Напоки, 138 км на північ від Брашова.

## Населення
За даними перепису населення 2002 року у селі проживали 396 осіб.
Національний склад населення села:
| Національність | Кількість осіб | Відсоток |
| -------------- | -------------- | -------- |
| румуни         | 390            | 98,5%    |
| угорці         | 6              | 1,5%     |

Рідною мовою назвали:
| Мова      | Кількість осіб | Відсоток |
| --------- | -------------- | -------- |
| румунська | 389            | 98,2%    |
| угорська  | 7              | 1,8%     |